# هانس اولسن (مبارز بالسيف)
هانس اولسن هو مبارز بالسيف دنماركي، ولد في 21 يناير 1886 في سلاغيلس ‏ في الدنمارك، وتوفي في 13 سبتمبر 1976 في Hvidovre ‏ في الدنمارك.

## وصلات خارجية
- هانس اولسن على موقع أوليمبيديا (الإنجليزية)